# VF-11 サンダーボルト
VF-11 サンダーボルト（ブイエフ じゅういち サンダーボルト、Thunderbolt）は、「マクロスシリーズ」に登場する架空の兵器。初出は1994年発売のOVA『マクロスプラス』と、同じく1994年放送のテレビアニメ『マクロス7』。「バルキリー」の通称で呼ばれる可変戦闘機（ヴァリアブル・ファイター＝VF）シリーズの1つで、ファイター（航空機）とバトロイド（人型ロボット）、両者の中間形態である「ガウォーク」の三形態に変形する。
『超時空要塞マクロス』より登場する「VF-1 バルキリー」の後継機で、「新統合軍（単に統合軍とも）」の主力量産機。『マクロスプラス』では、主人公「イサム・ダイソン」の序盤の搭乗機であるVF-11B、『マクロス7』では、「マクロス7船団」の主力機であるVF-11Cなどが主に登場する。愛称（ペットネーム）のサンダーボルトは雷電・落雷の意。
メカニックデザインは河森正治。デザインモチーフは、Su-33 フランカーD（派生型のVF-11MAXLはF-16XL ）。

## 概要

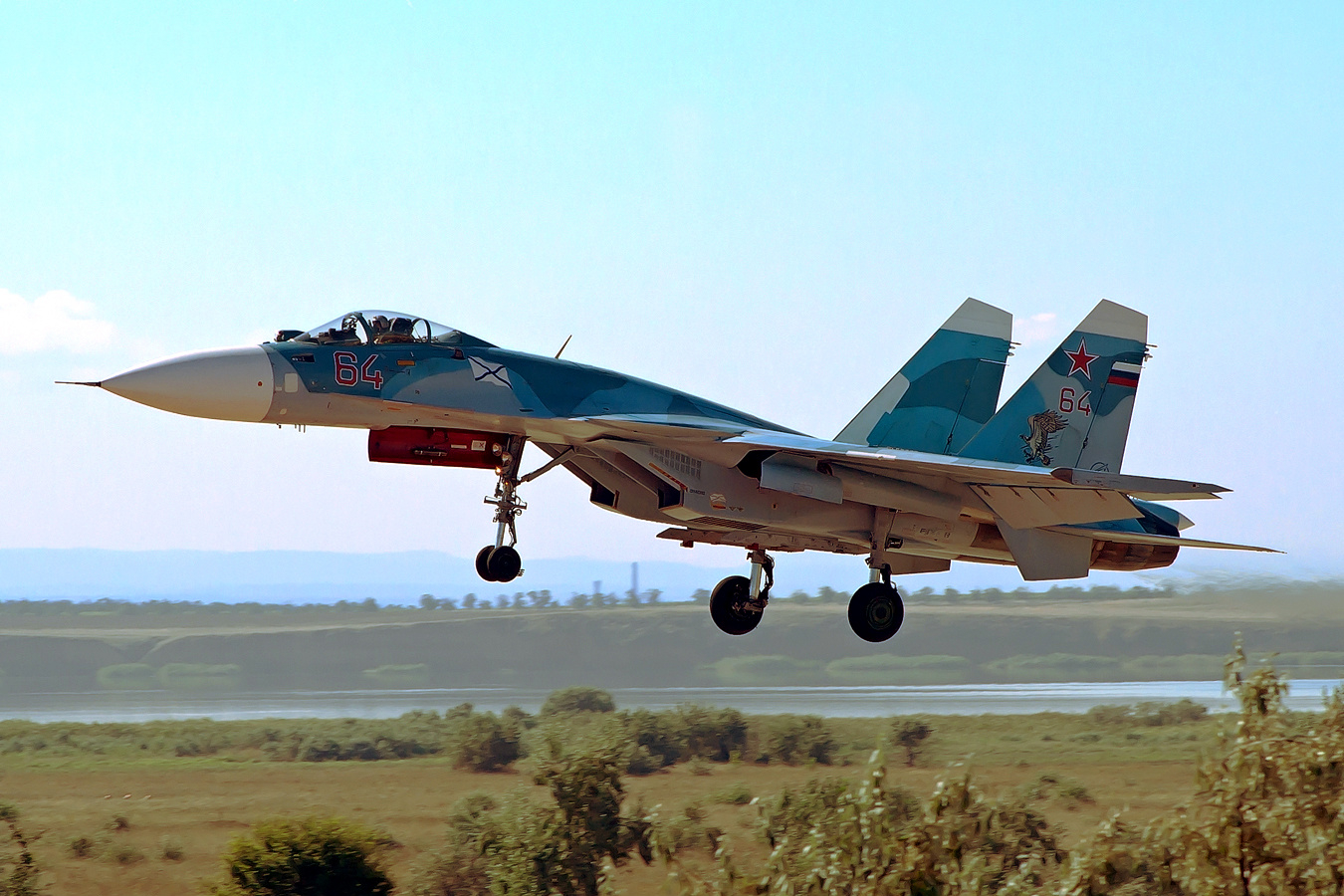
デザインモチーフとなったスホーイSu-33

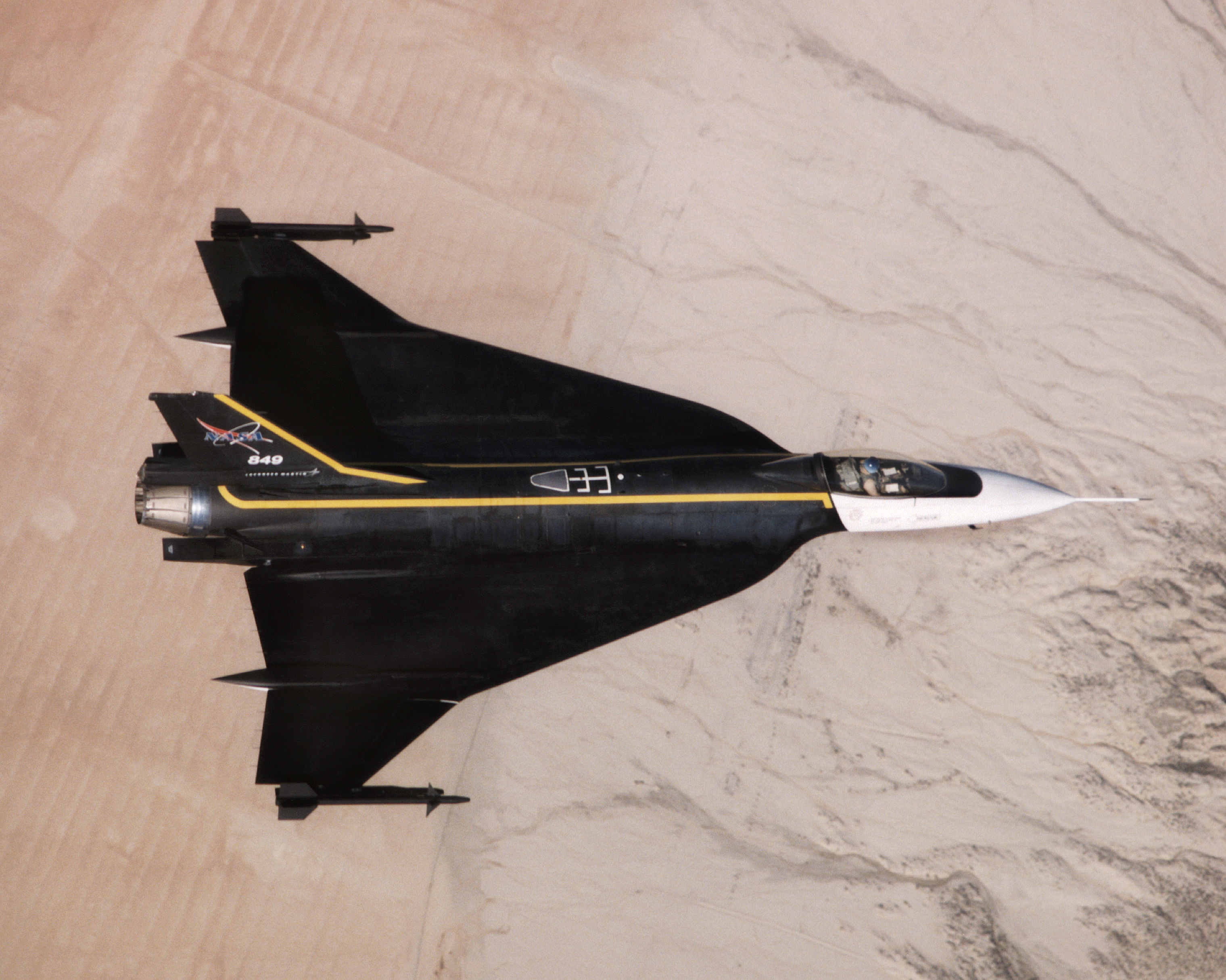
F-16XLのデルタ翼

2009年を舞台とする『超時空要塞マクロス』から、約30年後の西暦2040年を舞台とする『マクロスプラス』にて初登場。30年が経過していれば当然、新型機が出ているだろうということで、VF-1に変わる次世代機としてデザインされた。ファイター形態のデザインコンセプトは「翼を広げた翼竜」。ファイター形態はVF-1との差別化を図った一方で、バトロイド形態はVF-1に似たデザインになっている。コクピットのデザインは宮武一貴が、ガンポッドのデザインは吉野高夫が行っている。量産機ということで、後述のさまざまなバリエーションや、ロケットブースター、スーパーパック、フルアーマードパックなどの各種オプションも多数デザインされている。
『マクロスプラス』劇中では「VF-11B」が量産され普及しており、イサムも「YF-19」の前に搭乗する。しかし、ガルド・ゴア・ボーマンの乗る「YF-21」をレーダーで捕捉できなかったり、ブースターを増設しても追従困難であるなど、旧式機としての描写が強調されている。
『マクロスプラス』からさらに未来の2045年を舞台とする『マクロス7』では、発展型の「VF-11C」「VF-11D改」「VF-11MAXL改 ミレーヌ専用機（ミレーヌバルキリー）」が登場する。当初は『マクロス7』の主人公「熱気バサラ」もVF-11から後継機の「VF-19 エクスカリバー」に乗り換える構想があったが、VF-11は玩具商品の強度に問題があったため、実現しなかった。VF-11MAXL改はヒロインのミレーヌ・フレア・ジーナスが搭乗する機体で、初の女性型VFとしてデザインされた。ミレーヌの母、ミリア・ファリーナ・ジーナスの「VF-1J」など、女性パイロットが乗る機体は従来作品にも登場していたが、形状も女性的な機体はシリーズ初。
2058年を舞台とする小説企画『マクロス・ザ・ライド』では、VFを用いたエアレース「バンキッシュ」を題材としており、民間に払い下げられたレース仕様機や報道用の機体が登場する。
バンダイ、やまと、ハセガワからはプラモデルや可変トイが発売されている。

## 機体解説
西暦2030年に就役した新統合軍主力機。2020年代以前は「VF-4 ライトニングIII」や「VF-5000 スターミラージュ」といった数種類の機体が配備されていたが、これらはいずれも特定用途に特化した設計であり、「VF-1 バルキリー」のような汎用性を持つ真の次世代機は登場していなかった。やがて大規模な宇宙移民時代が到来すると、移民船団の護衛や治安維持を担う汎用機の需要は高まり、新統合軍はこれに適応した次世代機開発計画「ノヴァ・プロジェクト」を立ち上げた。プロジェクトは新星インダストリー社製の「VFX-11」とゼネラル・ギャラクシー社製の「YF-14」との一騎討ちとなり、これに勝利したVFX-11が「VF-11 サンダーボルト」として次期主力機に決定した。なお、敗れたYF-14は、高い強度と搭載量の多さを評価され、「VF-14 バンパイア」として移民惑星でのライセンス生産へと回された。
VF-11はトータルバランスを重視した機体で、性能面で特に傑出したものはない。しかし、安定した飛行特性や高い信頼性と整備性など、現場での運用評価は高く、多数のバリエーション展開や豊富なオプションを装備可能な拡張性も備えていた。主機の熱核タービンエンジンは、VF-4に搭載された「FF-2011」の約2倍の出力を持つ「FF-2050G」を搭載している。しかし、機内の燃料容量（厳密には推進剤の搭載容量）が小さいというVF-1以来の根本的問題は解消されておらず、宇宙空間での活動にはスーパーパックなどの外装オプションを必要とする。
ファイター形態は、VF-1やVF-5000の流れを汲む、大気圏内での空力特性を重視した形状を持つ。機首両脇の大型カナードが特徴的で、未装備の機体と比較して若干最高速度は落ちるが、高機動時の操縦性に優れている。主翼は他のVF同様に可変翼を採用しており、高速移動時は後退させることができる。バトロイド形態への変形方法はVF-1以来の屈胴式で、変形後のシルエットも似通っている。しかし、VF-1では脚部が変形の際に一度切り離されてから機首のジョイントに接続されるのに対し、こちらではセンターモジュールから分離することなくそのまま変形する。
就役後は後継機の「VF-19 エクスカリバー」が登場するまでの10年以上にわたり第一線で運用され続ける。退役後は民間に多数が払い下げられ、レジャーやレースなどに使用されている。『マクロス・ザ・ライド』におけるバンキッシュレースでは、VF-11のみで行われる「サンダーボルト・クラス」という下位リーグがあり、独自の改造を施された機体が競い合っている。

### 武装・オプション
ハワード GU-15 30mm6連ガンポッド
B型用に供給された主武装。弾倉は銃身上部に位置する。銃身先端には収納式の銃剣を備え、バトロイド形態時の近接格闘戦に用いられる。C型以降の機体は、銃剣を撤去した低コスト仕様の「GU-16」や、短銃身化および減装薬で低反動化した「GU-16S」を装備する。
GU-XS-06 6連重ガンポッド
全長はバトロイド形態のVF-11の全高に匹敵し、非常に大型で重いため、重量バランスをとるために、APS-11装着時のバトロイド形態でのみ運用される。
後方対空パルスレーザー砲
頭部に装備されたVFの標準的な武装の一つ。ファイター形態では機体上面斜め後方に配置され、ドッグファイト時に死角となる後方への迎撃に備えている。この方式はVF-5000からVF-11を経て有効性が立証され、以降のVFシリーズの標準仕様となる。
チャフ・フレアディスペンサー
脚部エンジンナセルにはチャフ・フレアディスペンサーユニットを備える。
防弾シールド
本機で初めて採用された防御装備。ファイター形態時の後尾パンケーキ部（VF-1ではこの部分にバトロイド形態用のブースターが配置されている）に配置され、ガウォーク/バトロイド形態時は左前腕部に装着される。裏面にはガンポッドの予備弾倉を装着可能。VF-19以降の機体は、シールド表面にピンポイントバリアを展開することでさらなる防御性能を獲得している。
大気圏内用固体燃料ブースター
スーパーノヴァ計画の追跡観測機 (VF-11B) に外装されたロケットブースター。機体を挟んで上下に固形燃料ロケット2基を装着するため、これに干渉する対空レーザーは使用不可、ガンポッドも装備できなくなる。燃焼時間は約5分と短く機体バランスも悪くなるものの、最高速度を大きく高めることができる。しかし、それでもYF-21に追随するのは困難であった。あくまでもテスト用の装備であり実戦用ではない。
フォールドブースター
VF-19やVF-22S シュトゥルムフォーゲルIIと共通のVF用小型フォールドシステム。空間を折り畳み、機体を別の場所へと跳躍させる。ミレーヌのMAXL改にはサウンドブースターの上に二段重ねで装備される。
スーパーパック
追加ブースターおよび推進剤のタンク、マイクロミサイルポッドによる機動性・攻撃力向上用のオプションパック。これを装備したVF-11は「スーパーサンダーボルト」と呼ばれる。
VF-11B用大気圏外型スーパーパック
ヒューズHMMM-Mk6マイクロ・ミサイルランチャーを搭載したMP-SP09背部ブースターユニットと脚部ブースターユニットからなる。VF-1のものよりも小型化されている。マイクロミサイルの発射口が片側4つで、ノズル形状が円錐型である。
VF-11C用大気圏外型スーパーパック
VF-1のものよりも小型化されている。マイクロミサイルの発射口が片側2つで、ノズル形状が角型である。
VF-11C用大気圏内型兼大気圏外型スーパーパック
空気抵抗を考慮した流線型で、推力偏向ノズルが付けられている。劇中では『マクロス7』の44話内での作戦「オペレーション・スターゲイザー」で使用された。
APS-11 アーマードパック
GBP-1S アーマードバルキリーの流れを汲むバトロイド形態専用の追加装備。GBP-1Sを凌ぐ耐弾性、重武装からフルアーマード・サンダーボルトと呼ばれる。バトロイドの全身を覆う脱着式装甲に大量のミサイルが内蔵され、両肩の連装ビーム砲計4門、専用の長射程高貫徹力型6連重ガンポッドGU-XS-06なども使用する。腕部の大型シールドはリアクティブアーマー仕様。
サウンドブースター
サウンドブースター 2号機
ミレーヌ・ジーナスのMAXL改型専用の装備。飛行時は全翼機型で背部にドッキングし、バトロイド時には両翼に大型の時空共振サウンドスピーカーを展開する。VF-11MAXL改のいる区域まで自律航行も可能である。量産型VF-19用のエンジンを搭載し大気圏内外で使用可能なブースターを備えているため、最大速度および機動性に優れる。 ファイター、ガウォーク、バトロイドの三形態に装備可能だが、変形時は一時的に切り離す必要がある。
VF-11D改用大気圏内外両型サウンドブースターパック
VF-11D改用で、時空共振サウンドスピーカーを備える。ミサイルランチャーも搭載している。

## バリエーション
VFX-11
『マクロスM3』に登場する性能評価用の試作機。開発時にはカナードの採用を巡って論議が起こり、カナード非採用型1機とカナード採用型2機の計3機が試作された。カナード採用型はカナード非採用型から改造されて製造された。西暦2030年の惑星ベルファンにおける統合政府要人誘拐事件において、マクシミリアン・ジーナス、ミリア・ファリーナ・ジーナス夫妻による救出作戦にそれぞれ青と赤のパーソナルカラーに塗装したカナード採用型のVFX-11が極秘裏に投入され、スリーサーフィス機の大気圏内での優れた運動性を実証したという経緯がある。
フォールドブースターを装備したVFX-11を奪った反統合思想を持つゼントラーディ勢力が後に独自の可変戦闘デバイスであるフェイオス・バルキリーを開発した。ただし、形状などは大きく異なる。
VF-11A
初期生産型。頭部レーザー機銃は短砲身で、モニターアイの形状は小さく二窓型になっているなどB型以降とは異なる。軍からの仕様変更要求が数回あったことと、VF-14以外のすべてのVFシリーズが機種転換の対象になったため、メーカーの量産体制が整わず生産、配備数は少数にとどまった。
VF-11B
『マクロスプラス』に登場。A型のエンジン推力を向上させた改良型。この型にてメーカーの量産体制が整い、主力機として大量に生産、配備されている。頭部は1門の対空レーザーと一つ目のカメラアイを持っておりVF-1Aと似た構成になっている。標準装備の30mm6連ガンポッドには収納式の銃剣が装備されている。カラーリングはブラウン地に黒とオレンジのワンポイントが入っている。
VF-11B ピンクペッカー仕様
マクロス7船団の出港前、2030年ごろに使用されていた機体。レイ・ラブロック、金龍、ステファンが所属していた部隊「ピンクペッカー」は、パープルのカラーリングで統一されたVF-11Bに搭乗していた。『マクロス7』第10話に登場。
VF-11B レイヴンズ仕様
2050年を舞台にした『マクロス VF-X2』に登場。統合軍特殊部隊VF-Xレイヴンズの使用するVF-11B。カラーリングはグレー地に黄色と黒でワンポイントが入っている。ハイ・マニューバ・ミサイルを装備している。
VF-11B ノートゥングII
2058年を舞台にした『マクロス・ザ・ライド』に登場。チェルシー・スカーレットの乗るバンキッシュ・レース用の機体。中古のVF-11Bを3機も使用し、ロビンズファミリーの手によって組み上げられた。制御AIはVF-19ACTIVE ノートゥングのものを一部継承した「ブリュンヒルデJr.」を搭載し、アクチュエーターも調整されているため、変形速度・照準精度はVF-19並に向上している。チェルシーは歌手でもあるためスピーカーポッドおよびマイクポッドを装備する。カラーリングはスカイブルーと白。
VF-11B/X シスターバルキリー
『マクロス・ザ・ライド』のバルキリー図鑑に登場。シスター・シスターとシスター・ニコル姉弟の乗るバンキッシュ・レース用の機体。カラーリングは白と黒で、十字架のマーキングが入っている。

VF-11 無人機仕様
機首ユニットの形状が異なり、コクピットの代わりにカメラが搭載されている。ターゲット・ドローンと同様のオレンジ色で塗装されている。スーパーパックを装備可能。『マクロスプラス』第3話に登場し、ゴーストX-9の運用試験の標的機として使用される。
VF-11C
『マクロス7』に登場。B型のアビオニクス改良型。2040年代に前線部隊から順次機種転換が進められた。B型からアップデートされた機体もある。B型とはバトロイド時のキャノピーカバーやキャノピー後方、カナード、脚部のデザイン、専用スーパーパック（後述）が異なる。ガンポッドはB型とは別のタイプで、銃剣はコストの問題から省略されたため近接戦闘能力が低下している。カラーリングは明るめのホワイトグレー。
『マクロス7』では第1話からスーパーパックを装備して登場するが、第28話では非装備の機体も登場する。通常はスーパーパック装備時には垂直尾翼が折りたたまれているが、開いたままの機体も存在する。
VF-11C サンダーボルト・インターセプター
『マクロス・ザ・ライド』に登場。守護神アンソニー・クレメンスの搭乗するバンキッシュ用の機体。エンジンはVF-11MAXLにも採用された、VF-16A用のFF-3600J熱核バーストタービン（推力64,200kg×2）に換装されている。特殊バッテリーを内蔵しており、バトロイド形態に限りピンポイントバリアが使用できる。火器管制AIは最新型にアップデートされており、ファスケスとの戦闘ではVF-19A用のSPP-8クラスターミサイルでFz-109 エルガーゾルンを撃墜する。
VF-11C ミーナ機
2060年を舞台にした『マクロス30 銀河を繋ぐ歌声』に登場。S.M.S惑星ウロボロス支社のミーナ・フォルテ用のVF-11C。初心者でも扱いやすいようにチューニングされている。カラーリングはスカイブルーで、S.M.Sのマーキングが入っており、機体番号はSMS037。30mm6連ガンポッドの他にウロボロス仕様共通の特徴として、ドラグノフ・アンチ・マテリアル・スナイパーライフルを装備する。

VE-11 サンダーシーカー
『マクロス7』に登場。偵察・電子戦に対応した円盤状の大型レーダードームを搭載した早期警戒機。スーパーパックも装備可能。
VF-11D
C型の複座練習型。コクピット部が延長されキャノピーが二重式となった。
VF-11D改
マクロス7船団の音楽部隊ジャミングバーズが使用する機体。カナードが若干大型化し、頭部形状もB/C型から変化している。ジャミングバーズ隊員は操縦技術を持たない民間人のため、前席に統合軍パイロットが搭乗し操縦、二重キャノピー構造の後席にジャミングバーズ隊員が搭乗する。大気圏内外両用のサウンドブースターポッドを装備している。
VF-11D サンダーフォーカス
『マクロス・ザ・ライド』に登場。報道記者であるローズ・グリューネシルトが、バンキッシュ・レースの高性能な競技機に追随するために、民間に払い下げられた複座型を独自改造してエンジンをチューンナップ、エネルギー転換装甲による防護を施したカメラポッドを懸垂する。AVFも参加するレースのため、場合によっては特注のスーパーパックを装備する。

VF-11MAXL
VF-11B/Cをベースに、エンジンを次世代型の熱核バーストタービン（VF-16AのFF-3600Jを流用）に換装し、カナードと大型デルタ翼の組み合わせ（クロースカップルドデルタ）の採用など、大幅な改良が加えられた、準AVF（Advanced Variable Fighter）。主翼翼端には垂直尾翼を備えている。パイロットの個性に合わせて作られるいわばオーダーメイド機であり、統合軍全体で10数機しか生産されていない。機体により、頭部やカラーリングが異なり、B/C型同様の垂直尾翼を持つVF-11MAXLも存在する。VF-11MAXLは熱核バーストタービンエンジン搭載機なので、B/C型のようなスーパーパックを必要としない。ただし他の熱核バーストタービンエンジン搭載機がそうであるように、更なる能力向上の為に追加装備することは可能である。武装はB/C型用30mmガンポッドの他、背部推進器に内蔵式でマイクロミサイルが装備される。F-16XLが命名参考にされていると思われる。
小説『マクロスフロンティア』ではL.A.I.社に資料用として保管されていた機体が登場する。アルトたちがバジュラの大群から脱出するために使用する。
VF-11MAXL改 ミレーヌ専用機（ミレーヌバルキリー）
マクロス7船団に所属する対プロトデビルン用民間協力隊「サウンドフォース」の一人ミレーヌ・フレア・ジーナスの専用機。
ノーマルのMAXLから最大の変更点は、より女性的にアレンジされた体型と極端に擬人化されたフェイス部。このフェイス部は超高級車メーカー、フェリーニ・カロッツェリアに特注し、一枚板から丹念に打ち出されたもので、他のサウンドフォース機にも見られる特徴である。搭載エンジンは細い脚部に合わせて、ノーマルのMAXLのFF-3600JからFF-2099A改（推力41,500kg×2）に換装されている。また、操縦桿がベース型のサウンドスティックコントロールに変更されている他、サウンドエナジー変換シート等が標準装備されている。更に追加オプションとして、サウンドエナジーを増幅し広域に放射する専用のサウンドブースター2号機を装着する。他、スピーカーポッド射出用のランチャーポッドや、脚部に内蔵式で護身用ミサイル6発×2、背部推進器に内蔵式でマイクロミサイルが装備される。また、VF-11系であるにもかかわらず、VF-11C サンダーボルト・インターセプターに先んじて、ピンポイントバリアシステムを搭載している。カラーリングは白とピンク。

## 商品化
『マクロス7』放送時に「1/144 バルキリー VF-11C」と「1/144 ミレーヌバルキリー VF-11MALX改」のプラモデルがバンダイより発売されている。どちらも変形はしないが、ファイター形態とバトロイド形態の2つの形態が作成可能な2機セットになっている。
2001年にやまとが完成品トイで「1/72完全変形VF-11B」を発売した。同社のそれまでの製品（YF-19とYF-21）はスタジオ・ハーフ・アイのガレージキットが元になっていたが、この商品から完全自社設計になった。ファストパック付のバリエーションもある。完全変形を謳っていたが、キャノピーカバーを両面テープで貼り付けたりと不完全な部分があり、後により完成度を増した1/60完全変形シリーズが登場する布石となる。
2008年にはやまとから非可変の完成品トイ「群雄【動】」シリーズとして「VF-11B バトロイド」が発売された。同年12月にはカラーバリエーションとして『マクロス VF-X2』版が発売されている。
2009年4月にやまとから3形態へ変形可能な完成品トイ「1/60 完全変形　VF-11B withスーパーパック」が、2010年2月には「1/60 完全変形　VF-11C withスーパーパック」が発売された。
2011年6月には 1/72 縮尺でスケールモデルのハセガワからファイター形態のプラモデル「VF-11B サンダーボルト“マクロスプラス”」が発売された。同年12月16日にはバリエーションキットとして「VF-11D サンダーフォーカス “マクロス・ザ・ライド”」が、2012年3月17日には「VF-11B ノートゥングII “マクロス・ザ・ライド”」が限定発売された。11月8日には「VF-11B スーパーサンダーボルト “マクロスプラス”」が、2013年5月31日には「VE-11 サンダーシーカー」が発売された。
日本国外においても『ロボテック』の登場メカとして人気があり、同社の米国支社であるYAMATO USA社から各種商品が発売されている。